# Prix Jacqueline-Lemieux
Le Prix Jacqueline-Lemieux a été créé en 1980 par le Conseil des Arts du Canada pour commémorer l'importante contribution de Jacqueline Lemieux au développement de la danse canadienne. 

## 1980
- Robert Desrosiers, chorégraphe

## 1981
- Roxane D'Orléans-Juste, professeur de danse
- Daniel Léveillé, chorégraphe

## 1982
- Amelia Itcush, professeur de danse
- Jennifer Mascall, chorégraphe

## 1983
- Louise Bédard, danseuse et chorégraphe
- Murray Darroch, chorégraphe

## 1984
- Sylvain Lafortune, performeur
- Michael Montanaro, chorégraphe

## 1985
- Lucie Boissinot, performeur
- Stéphanie Ballard, chorégraphe

## 1986
- Marie Chouinard, chorégraphe
- Paula Moreno, chorégraphe

## 1987
- Danielle Tardif, performeur
- Conrad Alexandrowicz, chorégraphe

## 1988
- Manon Levac, performeur
- Daniel Soulières, chorégraphe

## 1989
- Anuradha Naimpally, danse indienne classique
- Cylla Von Tiedemann, photographe de danse

## 1990
- Sylvain Émard, chorégraphe
- Hélène Blackburn, danseuse et chorégraphe

## 1991
- Claudia Moore, chorégraphe indépendant et soliste
- Tedi Tafel, chorégraphe et performeur

## 1992
- Jean Philippe Trépanier, concepteur d'éclairage et régisseur
- Linde Howe-Beck, journaliste et critique de danse

## 1993
- Jo Lechay, danseuse et chorégraphe
- Louis Robitaille, danseur

## 1994
- Lola MacLaughlin, chorégraphe
- Jay Hirabayashi, chorégraphe

## 1995
- Pierre-Paul Savoie, performeur multidisciplinaire
- Jeff Hall, danseur et chorégraphe

## 1996
- Harold Rhéaume, danseur et chorégraphe
- Lee Eisler, chorégraphe et directeur artistique

## 1997
- Elizabeth Langley, danseuse et chorégraphe

## 1998
- Joysanne Sidimus, danseuse et fondatrice du Dancer Transition Resource Centre
- Benoît Lachambre, danseur

## 1999
- Marc Boivin, danseur et professeur de danse
- Grant Strate, professeur et chorégraphe

## 2000
- Andrew deLotbinière Harwood, danseur et chorégraphe
- Rachel Browne, danseuse et chorégraphe

## 2001
- David Earle, chorégraphe

## 2002
- Bill Coleman, danseur et chorégraphe

## 2003
- Joe Laughlin, chorégraphe

## 2004
- Sarah Chase, danseuse et chorégraphe

## 2005
- Oscar Nieto, danseur et chorégraphe, (Vancouver, Colombie-Britannique)

## 2006
- Bill James, chorégraphe, (Peterborough, Ontario)

## 2007
- Anne Le Beau, danseuse, (Montréal, Québec)

## 2008
- Sylvain Poirier, directeur artistique, chorégraphe et danseur

## 2009
- Judith Marcuse, directrice artistique, productrice et chorégraphe (Vancouver, Colombie-Britannique)

## 2010
- Philip Szporer, journaliste, conférencier et cinéaste de films sur la danse (Montréal, Québec)

## 2011
- Isabelle Van Grimde, chorégraphe

## 2012
- Crystal Pite, chorégraphe

## 2013
- Veronica Maguire, chorégraphe

## 2014
- Serge Bennathan, chorégraphe

## 2015
- Marie-Josée Chartier, chorégraphe

## 2016
- Yvonne Ng, danseuse, chorégraphe et professeure

## 2017
- Rosanna Terracciano, danseuse et chorégraphe

## 2018
- Lara Kramer, interprète, chorégraphe et artiste multidisciplinaire

## 2019
- Travis Knights, danseur de claquettes

## 2020
- Luca Patuelli, danseur, (Montréal, Québec)